# Ioan Derewianka
Ioan Derewianka von Parnassos (* 6. Juli 1937 in Sinkiw, Ukrainische SSR) ist Erzbischof der Ukrainischen Orthodoxen Eparchie von Westeuropa des Ökumenischen Patriarchats von Konstantinopel.

## Leben
Nach seiner am 19. September 1982 erhaltenen Priesterweihe wurde Ioan 1989 Mönch und am 27. Oktober 1991 zum Bischof geweiht.